# T-33 (戦車)
T-33はソビエト連邦の試作戦車である。

## 概要
本車はソ連における最初の水陸両用戦車である。1931年にイギリスから購入したD-12水陸両用豆戦車を元としている。
主砲をDT機銃に換装した他、40馬力のフォード-AAトラックのエンジンを動力とした。また、コンポーネントや走行装置はカーデン・ロイド3トン牽引車のものを使用しており、単なるコピー車両というわけではない。しかし試験の結果水上を進む性能はともかく、乗員の配置（タンデム式で前が操縦手で後ろが車長兼機銃手）や、水辺の泥濘地での機動に問題があり、また改良の余地がある事も明らかになった。
その後、本車の問題点の改良を図ったT-37が完成し、本車は生産体制に移行することはなかった。

## その他
水上での速度は4km/hで、T-37とほぼ同じである。装甲厚も同等であった。
実戦運用もおそらくされていないが、生産した8輌の内1輌はクビンカ戦車博物館に現存している。